# Joaquim Pinto de Andrade
Joaquim Pinto de Andrade (1926 - 23 de febrer de 2008) fou un sacerdot i un dels fundadors del MPLA.

## Biografia
Format en Teologia per la Pontifícia Universitat Gregoriana de Roma en 1953, l'any 1956 participà en el I Congrés dels Homes de Cultura Negra, realitzat a París.
Fou President honorari del MPLA en 1962 i a partir de 1974 va formar part de la fracció Revolta Activa, contrari a la política oficial del partit que l'11 de novembre d'aquell any va assumir el govern.
Va estar lligar al Partit Renovador Democràtic, que va obtenir un escó a les eleccions generals d'Angola de 1992, que posteriorment va deixar.
Era Canceller de l'Arxidiòcesi de Luanda, i va ser membre de la Societat Africana de la Cultura. va morir el 23 de febrer de 2008 després d'una llarga malaltia, el mateix dia en què va morir el seu company polític del MPLA Gentil Ferreira Viana.